# Trichosphaeriidae
Trichosida
Ordre
Famille
Les Trichosphaeriidae sont l'unique famille d'amibes de l’ordre des Trichosida (classe des Tubulinea).

## Étymologie
Le nom de la famille vient du genre type Trichosphaerium, dérivé du grec ancien θριξ / thrix), « cheveu, poil, soie, cil », et -sphaer-, « sphère », en référence à sa gelée imprégnée d'aiguilles, et à la forme de l'organisme.

## Description
Le genre type Trichosphaerium est un rhizopode marin, de forme globulaire ou irrégulière, et lents à changer de forme. Il est dimorphe. Les deux formes sont multinucléées au cours de la vie végétative. Les pseudopodes sont longs, minces et filiformes, aux extrémités arrondies. Leur fonction n'est ni de se nourrir ni de se déplacer, mais probablement de toucher et palper. Le plasma des deux formes est enfermé dans une membrane gélatineuse molle. Dans l'une des formes, la gelée est imprégnée d'aiguilles de carbonate de magnésium, mais celles-ci sont absentes dans l'autre forme. La membrane est perforée de trous clairement définis et permanents pour la sortie des pseudopodes. La reproduction se produit par division, par bourgeonnement ou par fragmentation, mais les parties sont invariablement multinucléées. À la fin de la vie végétative, la forme porteuse d'aiguilles se fragmente en de nombreuses parties mononucléées ; celles-ci se développent en adultes semblables au parent, mais sans les épines. À la fin de sa vie végétative, ce nouvel individu se fragmente en spores biflagellées, en essaim qui peuvent se conjuguer, reproduisant la forme avec des aiguilles

## Liste des genres
Selon IRMNG (3 février 2025) :
- Atrichosa Cavalier-Smith in Cavalier-Smith, Chao & Lewis, 2016
- Pontifex Schaeffer, 1926
- Trichosphaerium Schneider, 1878

## Systématique
Le nom valide de ce taxon est Trichosphaeriidae Sheehan (d) & Banner (d), 1973,.
La famille des Trichosphaeriidae a pour synonyme : Trichosidae Möbius, 1889.

### Publication originale
- (en) Rosemarie Sheehan et Frederick T. Banner, « Trichosphaerium — an extraordinary testate rhizopod from coastal waters », Estuarine and Coastal Marine Science, Royaume-Uni, vol. 1, no 3,‎ juillet 1973, p. 245-260 (ISSN 0302-3524, e-ISSN 1878-3023, DOI 10.1016/0302-3524(73)90038-8, lire en ligne, consulté le 2 février 2025).